# Rękojmia
Ten artykuł należy dopracować:

przedstawiono sytuację tylko z polskiej perspektywy – artykuł powinien być przekrojowy.
Pomóż go poprawić. Na stronie dyskusji mogą znajdywać się pomocne komentarze.
Rękojmia – ustawowa, czasami obligatoryjna odpowiedzialność sprzedawcy względem kupującego za wady fizyczne oraz prawne rzeczy sprzedanej. Stosowana przy umowie sprzedaży, ma również odpowiednie zastosowanie do innych stosunków prawnych.

## Rękojmia w polskim prawie
W polskim prawie cywilnym rękojmia jest uregulowana w art. 556–576 Kodeksu cywilnego.

### Wady fizyczne i prawne
Po nowelizacji Kodeksu cywilnego, tj. od 25 grudnia 2014 r. wada fizyczna polega na niezgodności rzeczy z umową.
Jeżeli kupującym jest konsument, na równi z zapewnieniem sprzedawcy traktuje się publiczne zapewnienia producenta lub jego przedstawiciela, osoby, która wprowadza rzecz do obrotu w zakresie swojej działalności gospodarczej (importera, dystrybutora), oraz osoby, która przez umieszczenie na rzeczy sprzedanej swojej nazwy, znaku towarowego lub innego oznaczenia odróżniającego przedstawia się jako producent (tzw. quasi-producenta).
Rzecz sprzedana ma wadę fizyczną także w razie nieprawidłowego jej zamontowania i uruchomienia, jeżeli czynności te zostały wykonane przez sprzedawcę lub osobę trzecią, za którą sprzedawca ponosi odpowiedzialność, albo przez kupującego, który postąpił według instrukcji otrzymanej od sprzedawcy.
Jeżeli kupującym jest konsument, a wada została stwierdzona przed upływem roku od dnia wydania rzeczy sprzedanej, domniemywa się, że wada lub jej przyczyna istniała w chwili przejścia niebezpieczeństwa na kupującego.
Wcześniej wady fizyczne mogły polegać na:
1. zmniejszeniu wartości, użyteczności rzeczy (np. przemakalność nieprzemakalnej kurtki),
2. niekompletności (np. brak oprogramowania do komputera, brak dokumentacji),
3. braku określonych właściwości (np. zawyżono parametry, użyto innych materiałów, brak odpowiednich walorów estetycznych, większe koszty eksploatacji).

Wady prawne mogą polegać tylko na tym, że:
1. sprzedawana rzecz nie należy do sprzedającego, lecz jest własnością osoby trzeciej (np. została skradziona);
2. sprzedawana rzecz jest obciążona prawem na rzecz osoby trzeciej (np. hipoteką albo zastawem);
3. na sprzedawaną rzecz nałożono ograniczenie w zakresie korzystania z niej lub rozporządzania nią wynikające z decyzji lub orzeczenia właściwego organu (np. zabezpieczenie rzeczy jako dowód w sprawie); w razie sprzedaży prawa sprzedawca jest odpowiedzialny także za istnienie prawa[5].

Ostatni z wymienionych przypadków wady prawnej wszedł w życie 25 grudnia 2014 r.
Sprzedawca jest zwolniony od odpowiedzialności z tytułu rękojmi, jeżeli kupujący wiedział o wadzie w chwili zawarcia umowy. Sprzedawca nie jest odpowiedzialny względem kupującego będącego konsumentem za to, że rzecz sprzedana nie ma właściwości wynikających z publicznych zapewnień producenta, tego kto się za producenta podaje (tzw. quasi-producenta), importera i dystrybutora oraz ich przedstawicieli, jeżeli zapewnień tych nie znał ani, oceniając rozsądnie, nie mógł znać albo nie mogły one mieć wpływu na decyzję kupującego o zawarciu umowy sprzedaży, albo gdy ich treść została sprostowana przed zawarciem umowy sprzedaży. Sprzedawca jest odpowiedzialny z tytułu rękojmi za wady fizyczne, które istniały w chwili przejścia niebezpieczeństwa na kupującego lub wynikły z przyczyny tkwiącej w rzeczy sprzedanej w tej samej chwili.

### Uprawnienia i obowiązki kupującego oraz sprzedawcy
Uprawnienia kupującego z tytułu rękojmi są następujące:
1. może żądać obniżenia ceny; obniżenie ceny powinno odzwierciedlać rzeczywiste obniżenie wartości sprzedanej rzeczy[8];
2. może żądać usunięcia wady[9]; usunięciem wady jest np. naprawa rzeczy;
3. może żądać wymiany rzeczy na wolną od wad[9];
4. może odstąpić od umowy, ale tylko w przypadku, gdy wada jest istotna; wadą istotną jest wada, która nie pozwala na używanie rzeczy zgodnie z jej przeznaczeniem[10].

Sposób reklamacji wybiera kupujący.
Sprzedawca ponosi (co do zasady) koszty związane z naprawą lub wymianą rzeczy, np. koszty transportu, ubezpieczenia, pakowania itp.
Przed 1 stycznia 2023 r. jeżeli kupującym był konsument, mógł zamiast zaproponowanego przez sprzedawcę usunięcia wady żądać wymiany rzeczy na wolną od wad albo zamiast wymiany rzeczy żądać usunięcia wady, chyba że doprowadzenie rzeczy do zgodności z umową w sposób wybrany przez kupującego było niemożliwe albo wymagałoby nadmiernych kosztów w porównaniu ze sposobem proponowanym przez sprzedawcę. Przy ocenie nadmierności kosztów uwzględniano wartość rzeczy wolnej od wad, rodzaj i znaczenie stwierdzonej wady, a także brano pod uwagę niedogodności, na jakie narażałby kupującego inny sposób zaspokojenia.
Żądanie obniżenia ceny lub odstąpienia od umowy nie przysługuje, jeżeli sprzedawca niezwłocznie i bez nadmiernych niedogodności dla kupującego wymieni rzecz wadliwą na wolną od wad albo wadę usunie. Ograniczenie to nie ma zastosowania, jeżeli rzecz była już wymieniona lub naprawiana przez sprzedawcę albo sprzedawca nie uczynił zadość obowiązkowi wymiany rzeczy na wolną od wad lub usunięcia wady. Sprzedawca może odmówić zadośćuczynienia żądaniu kupującego, jeżeli doprowadzenie do zgodności z umową rzeczy wadliwej w sposób wybrany przez kupującego jest niemożliwe albo w porównaniu z drugim możliwym sposobem doprowadzenia do zgodności z umową wymagałoby nadmiernych kosztów. Jeżeli kupującym jest przedsiębiorca, sprzedawca może odmówić wymiany rzeczy na wolną od wad lub usunięcia wady także wtedy, gdy koszty zadośćuczynienia temu obowiązkowi przewyższają cenę rzeczy sprzedanej.
Sprzedawca jest obowiązany wymienić rzecz wadliwą na wolną od wad lub usunąć wadę w rozsądnym czasie bez nadmiernych niedogodności dla kupującego.
Jeżeli rzecz wadliwa została zamontowana, kupujący może żądać od sprzedawcy demontażu i ponownego zamontowania po dokonaniu wymiany na wolną od wad lub usunięciu wady. W razie niewykonania tego obowiązku przez sprzedawcę kupujący jest upoważniony do dokonania tych czynności na koszt i niebezpieczeństwo sprzedawcy. Sprzedawca może odmówić demontażu i ponownego zamontowania, jeżeli koszt tych czynności przewyższa cenę rzeczy sprzedanej. Przed 1 stycznia 2023 r. jeżeli kupującym był konsument, mógł on żądać od sprzedawcy demontażu i ponownego zamontowania, był obowiązany jednak ponieść część związanych z tym kosztów przewyższających cenę rzeczy sprzedanej albo mógł żądać od sprzedawcy zapłaty części kosztów demontażu i ponownego zamontowania, do wysokości ceny rzeczy sprzedanej.
Kupujący, który wykonuje uprawnienia z tytułu rękojmi, jest obowiązany na koszt sprzedawcy dostarczyć rzecz wadliwą do miejsca oznaczonego w umowie sprzedaży, a gdy takiego miejsca nie określono w umowie – do miejsca, w którym rzecz została wydana kupującemu. Jeżeli ze względu na rodzaj rzeczy lub sposób jej zamontowania dostarczenie rzeczy przez kupującego byłoby nadmiernie utrudnione, kupujący obowiązany jest udostępnić rzecz sprzedawcy w miejscu, w którym rzecz się znajduje. Zasady te stosuje się przy wymianie rzeczy na wolną od wad, a także przy odstąpieniu od umowy.
Sprzedawca obowiązany jest przyjąć od kupującego rzecz wadliwą w razie wymiany rzeczy na wolną od wad lub odstąpienia od umowy. Jeżeli kupujący będący konsumentem zażądał wymiany rzeczy lub usunięcia wady albo złożył oświadczenie o obniżeniu ceny, określając kwotę, o którą cena ma być obniżona, a sprzedawca nie ustosunkował się do tego żądania w terminie 14 dni, uważa się, że żądanie to uznał za uzasadnione.
Przy sprzedaży między przedsiębiorcami kupujący traci uprawnienia z tytułu rękojmi, jeżeli nie dokonał tzw. aktów staranności (nie zbadał rzeczy w czasie i w sposób przyjęty przy rzeczach tego rodzaju i nie zawiadomił niezwłocznie sprzedawcy o wadzie, a w przypadku gdy wada wyszła na jaw dopiero później – jeżeli nie zawiadomił sprzedawcy niezwłocznie po jej stwierdzeniu). Do zachowania powyższego terminu wystarczy wysłanie przed jego upływem zawiadomienia o wadzie. W przypadkach przewidzianych powyżej utrata uprawnień z tytułu rękojmi za wady fizyczne rzeczy nie następuje mimo niezachowania terminów do zbadania rzeczy przez kupującego lub do zawiadomienia sprzedawcy o wadzie, jeżeli sprzedawca wiedział o wadzie albo zapewnił kupującego, że wady nie istnieją.

### Okres rękojmi
Rękojmia za wady fizyczne ruchomości jest skuteczna przez okres 2 lat, a w przypadku nieruchomości przez 5 lat, licząc od dnia wydania rzeczy. Przed 1 stycznia 2023 r., jeżeli kupującym był konsument, a przedmiotem sprzedaży była używana rzecz ruchoma, odpowiedzialność sprzedawcy mogła zostać ograniczona, nie mniej niż do roku od dnia wydania rzeczy kupującemu. Roszczenie o usunięcie wady lub wymianę rzeczy sprzedanej na wolną od wad przedawnia się z upływem roku, licząc od dnia stwierdzenia wady. Jeżeli kupującym jest konsument, bieg terminu przedawnienia nie może zakończyć się przed upływem okresu odpowiedzialności sprzedawcy z tytułu rękojmi (jest to tzw. wstrzymanie zakończenia biegu przedawnienia). W terminach przedawnienia określonych powyżej kupujący może złożyć oświadczenie o odstąpieniu od umowy albo obniżeniu ceny z powodu wady rzeczy sprzedanej. Jeżeli kupujący żądał wymiany rzeczy na wolną od wad lub usunięcia wady, bieg terminu do złożenia oświadczenia o odstąpieniu od umowy albo obniżeniu ceny rozpoczyna się z chwilą bezskutecznego upływu terminu do wymiany rzeczy lub usunięcia wady.
Jeżeli określony przez sprzedawcę lub producenta termin przydatności rzeczy do użycia kończy się po upływie dwóch lat od dnia wydania rzeczy kupującemu, sprzedawca odpowiada z tytułu rękojmi za wady fizyczne tej rzeczy stwierdzone przed upływem tego terminu.
Upływ terminu do stwierdzenia wady nie wyłącza wykonania uprawnień z tytułu rękojmi, jeżeli sprzedawca wadę podstępnie zataił. Okres odpowiedzialności sprzedawcy za wady rzeczy nie biegnie na nowo w przypadku wymiany towaru.
W przypadku rękojmi za wady prawne obowiązuje ten sam termin przedawnienia roszczenia o usunięcie wady lub wymianę rzeczy sprzedanej na wolną od wad oraz termin na złożenie oświadczenia o odstąpieniu od umowy albo obniżeniu ceny z powodu wady, jednakże bieg terminu przedawnienia roszczenia o usunięcie wady lub wymianę rzeczy na wolną od wad rozpoczyna się od dnia, w którym kupujący dowiedział się o istnieniu wady, a jeżeli kupujący dowiedział się o istnieniu wady dopiero na skutek powództwa osoby trzeciej – od dnia, w którym orzeczenie wydane w sporze z osobą trzecią stało się prawomocne.
Okres rękojmi za wady fizyczne artykułów żywnościowych także wynosi 2 lata. Jednakże roszczenie w stosunku do sprzedawcy powinno się zgłosić, biorąc pod uwagę trwałość środków spożywczych, przed upływem terminu przydatności produktu do spożycia lub minimalnej trwałości. Do 5 marca 2003 r. obowiązywało rozporządzenie Ministra Handlu Wewnętrznego z dnia 14 września 1970 r. w sprawie ustalenia terminów zawiadamiania o wadach fizycznych artykułów żywnościowych (Dz.U. z 1970 r. nr 23, poz. 186).

### Zmiana zakresu rękojmi i jej wyłączenie
Strony mogą odpowiedzialność z tytułu rękojmi rozszerzyć, ograniczyć lub wyłączyć. Jeżeli kupującym jest konsument, ograniczenie lub wyłączenie odpowiedzialności z tytułu rękojmi jest dopuszczalne tylko w przypadkach określonych w przepisach szczególnych. Wyłączenie lub ograniczenie odpowiedzialności z tytułu rękojmi jest bezskuteczne, jeżeli sprzedawca zataił podstępnie wadę przed kupującym. Rękojmią nie są objęte rzeczy nabyte w postępowaniu egzekucyjnym lub upadłościowym.

### Przedsiębiorcy jednoosobowi a rękojmia
Przepisy dotyczące konsumenta, z wyjątkiem zakazu wyłączania lub ograniczania odpowiedzialności z tytułu rękojmi stosuje się do osoby fizycznej zawierającej umowę bezpośrednio związaną z jej działalnością gospodarczą, gdy z treści tej umowy wynika, że nie posiada ona dla tej osoby charakteru zawodowego, wynikającego w szczególności z przedmiotu wykonywanej przez nią działalności gospodarczej, udostępnionego na podstawie przepisów o Centralnej Ewidencji i Informacji o Działalności Gospodarczej. Osoba ta nie ma obowiązku dokonywania tzw. aktów staranności i nie jest obowiązana do sprzedaży rzeczy, której stan może się pogorszyć w razie zwłoki sprzedawcy w odebraniu rzeczy wadliwej.

### Rękojmia a gwarancja
Kupujący może wykonywać uprawnienia z tytułu niezgodności rzeczy sprzedanej z umową niezależnie od uprawnień wynikających z gwarancji. Wykonanie uprawnień z gwarancji nie wpływa na odpowiedzialność sprzedawcy z tytułu tej niezgodności. Jednakże w razie wykonywania przez kupującego uprawnień z gwarancji bieg terminu do wykonania uprawnień z tytułu niezgodności rzeczy sprzedanej z umową ulega zawieszeniu z dniem zawiadomienia sprzedawcy o wadzie. Termin ten biegnie dalej od dnia odmowy przez gwaranta wykonania obowiązków wynikających z gwarancji albo bezskutecznego upływu czasu na ich wykonanie.
Gwarancja może zawierać mniej korzystne postanowienia dla kupującego niż rękojmia, gdyż gwarant (importer, dystrybutor, producent lub sprzedawca towaru) samodzielnie określa swoje obowiązki i uprawnienia kupującego w razie braku właściwości rzeczy określonych w oświadczeniu gwarancyjnym. Gwarancja w przeciwieństwie do rękojmi jest fakultatywna.
W przypadku umowy o roboty budowlane – mimo iż tak jak w przypadku umowy o dzieło stosuje się do niej przepisy o rękojmi za wady rzeczy sprzedanej – stosowanie przepisów o gwarancji budzi wątpliwości, z racji braku zamieszczenia do nich wyraźnego odesłania.

### Rękojmia a niezgodność towaru konsumpcyjnego z umową
Od 1 stycznia 2003 do 25 grudnia 2014 r. obowiązywała ustawa z dnia 27 lipca 2002 r. o szczególnych warunkach sprzedaży konsumenckiej oraz o zmianie Kodeksu cywilnego (Dz.U. z 2002 r. nr 141, poz. 1176, z późn. zm.), która, jeśli dotyczyło to konsumentów w rozumieniu tej ustawy (osób fizycznych, które nabywały rzecz ruchomą w celu niezwiązanym z działalnością zawodową lub gospodarczą), wykluczała stosowanie art. 556–581 Kodeksu cywilnego na rzecz podobnej instytucji – niezgodności towaru konsumpcyjnego z umową. Ustawa z dnia 30 maja 2014 r. o prawach konsumenta (Dz.U. z 2024 r. poz. 1796) uchyliła tę ustawę, wciągając instytucję niezgodności z umową do przepisów o rękojmi za wady rzeczy sprzedanej. Jednakże do umów zawartych przez konsumentów przed 25 grudnia 2014 r. stosuje się przepisy o niezgodności towaru konsumpcyjnego z umową.
Nowelizacja przepisów kodeksowych wynikała z chęci ujednolicenia przepisów o umowach sprzedaży; przy czym jej kształt jest wymuszony koniecznością dostosowania ustawodawstwa polskiego do uregulowań prawa unijnego (nieobowiązująca już dyrektywa nr 1999/44/WE). Sam sposób transpozycji tej dyrektywy budzi jednak znaczne kontrowersje. Polski prawodawca – wprowadzając ujednolicenie – zrezygnował z terminologii i konstrukcji jurydycznych używanych w dyrektywie, starając się w jak największej mierze zachować dotychczasową nomenklaturę kodeksową (do tego stopnia, iż jedną instytucje prawną: wadę fizyczną rzeczy zdefiniował inną instytucją prawną: niezgodnością rzeczy z umową). Przy tym istnieje tu możliwość dokonywania pewnych korekt za pomocą tzw. wykładni prounijnej. Od 1 stycznia 2023 r. w stosunku do konsumentów nie stosuje się przepisów o rękojmi w przypadku sprzedaży towarów w rozumieniu ustawy o prawach konsumenta (rzeczy ruchomych, wody, gazu i energii elektrycznej sprzedawanych w ograniczonej objętości lub ilości). Zamiast tych przepisów stosuje się przepisy o niezgodności towaru z umową.

### Stosowanie rękojmi do zwierząt
Rękojmią są także objęte zwierzęta. Przed 25 grudnia 2014 r. obowiązywały przepisy art. 570-572 Kodeksu cywilnego, przewidujące odpowiedzialność sprzedawcy za wady główne zwierzęcia i ewentualnie na mocy umowy także za nieuznane za główne. Przepisy te stosowano wyłącznie do zwierząt wymienionych w rozporządzeniu ministra rolnictwa wydanym w porozumieniu z ministrami sprawiedliwości oraz przemysłu spożywczego i skupu. Rozporządzenie to określało wady główne oraz termin ich ujawnienia i zawiadomienia o nich. W przypadku tych wad uprawnienia z tytułu rękojmi za nie przysługiwały kupującemu przez krótszy okres.